# NGC 971
NGC 971 في الفهرس العام الجديد، هي مجرة، تقع في كوكبة المثلث. اكتشفت في 14 سبتمبر 1850 بواسطة ويليام بارسونز.

## روابط خارجية
- NGC 971 على موقع ويكي سكاي: DSS2, SDSS, GALEX, IRAS, Hydrogen α, X-Ray, Astrophoto, Sky Map, Articles and images